# Federmessercultuur
De Federmessercultuur is een cultuurgroep uit het Laat-Paleolithicum van ongeveer 13.900 tot 12.850 jaar geleden. De 'cultuur' wordt gedefinieerd aan de hand van de vorm van vuurstenen werktuigen binnen het gedachtegoed van Vere Gordon Childe. Binnen deze theorieën werden culturele 'sets' gelijkgesteld aan culturele en etnografische eenheden.  
Deze cultuur volgde in Nederland op die van de rendierjagers van de Hamburgcultuur. De Federmessercultuur wordt gekoppeld aan het Allerød-interstadiaal, toen het iets warmer werd en het toendralandschap veranderde in een berken- en dennenbos.
De cultuur komt voor op de Noord-Europese Laagvlakte, in Engeland (als Curved Backed Piece complex), Nederland, België, Noord-Frankrijk (als Azilien récent), Denemarken, Noord-Duitsland (als Federmesser-groep) en Polen (als Tarnowian en Witowian).
Deze cultuur werd opgevolgd door de Ahrensburgcultuur, die we vinden in Jonge Dryas stadiaal, toen het weer wat kouder werd en de laatste fase van de ijstijd (het Weichselien) inging.

## Levenswijze
De mensen die we tegenwoordig tot de Federmessercultuur rekenen leefden in een relatief open landschap met graslanden en berkenbossen. De voedseleconomie bestond waarschijnlijk uit een combinatie van plantaardige en dierlijke voedselbronnen (dit in tegenstelling tot de voorgaande periode, waar men nog voornamelijk van vlees afhankelijk was).
Er zijn in Federmesser-nederzettingen botresten gevonden van wild zwijn, hert, bever en verschillende vissoorten. Grote vindplaatsen langs vennen in Brabant zoals bij Milheeze, en Nederweert en Heythuysen in Limburg, getuigen van het belang van deze plekken voor de voedselvoorziening. Hierbij kan gedacht worden aan visserij, de aanwezigheid van drenkplaatsen voor dieren en de aanwezigheid van oeverplanten.
Er werd waarschijnlijk gejaagd op standwild met behulp van pijl-en-boog, op basis van de kleinere pijlpunten en de vondst van pijlschachtslijpers bij Milheeze. Ook speelden honden waarschijnlijk een rol bij de jacht, zo getuigt een hondengraf uit deze periode bij Bonn-Oberkassel.

## Vuurstenen werktuigen
De Federmessercultuur kenmerkt zich door het voorkomen van relatief grote vuurstenen spitsen met een steil geretoucheerde rug. De spitsen met een rechte rug worden beschreven als gravette-spitsen, die met een kromme rug als federmesser-spitsen. Daarnaast komen ook sporadisch penknife-spitsen (met een schuin geretoucheerde basis), Malaurie-spitsen (met een recht geretoucheerde basis), Azilienspitsen (met een halvemaanvormige retouche langs een zijde) en Creswell-spitsen (met een 'hoek' in de retouche) voor.
Naast spitsen komen er ook typische schrabbers/krabbers voor, met een hoge, steil geretoucheerde schrabberkap. Deze schrabbers lopen vaak asymmetrisch af naar één kant. Ook komen regelmatig stekers voor in verschillende varianten. Deze schrabbers en stekers zijn over het algemeen gemaakt op forse afslagen.

## Ontdekkingen van de Federmessercultuur in Nederland
De eerste vondsten van deze cultuur werden herkend door H.J. Popping in de jaren '20, die verschillende vindplaatsen ontdekte in het Tjongerdal, nabij het Lochtenrek, bij Makkinga (zie verder onder naamgeving).
In de jaren '30 werden vondsten van deze cultuur gevonden in zandverstuivingen bij de Loonse en Drunense Duinen (door A.P van der Vlugt), in het Holtingerveld (door G.H. Voerman) en in de omgeving van Elspeet. In Friesland werd ook een vindplaats ontdekt door P. Horjus bij Oostermeer. 
Een grote opgraving vond plaats in 1942 bij Usselo, waar ook voor het eerst de laag van Usselo werd ontdekt (een begraven bodem uit het Allerod-interstadiaal). Later werden er ook nog grootschalige opgravingen uitgevoerd door de rijksuniversiteit Groningen bij onder andere Milheeze, Geldrop, Duurswoude en Haule. Deze opgravingen vonden plaats binnen een studie van A. Bohmers naar het Laat-Paleolithicum en Mesolithicum in Nederland.

## Naamgeving
De cultuur komt aan haar Nederlandse naam op basis van vondsten die door Hendrik Jan Popping werden gedaan in de jaren '20. Popping noemde deze cultuur de Kuindercultuur, naar het riviertje de Kuinder/Tjonger, waar hij de vondsten gedaan had. Er werden daar verschillende vindplaatsen door hem opgegraven bij Prandinge, Donkerbroek en Lochtenrek (drie dorpen dicht bij de Tjonger). Deze cultuurnaam werd later door Assien Bohmers aangepast naar Tjongercultuur, vanwege zijn Friese sympathie.
In de jaren '30 introduceerde Hermann Schwabedissen het begrip Federmesser-gruppen, een verzamelnaam of overkoepelende term voor de Tjongergroep, de Rissengroep en de Wehlengroep. Deze drie cultuurgroepen zouden volgens hem sterk op elkaar lijken en regionale varianten van dezelfde cultuur vertegenwoordigen. Bij later onderzoek werd de indeling van Schwabedissen grotendeels verworpen, waardoor nu enkel nog de overkoepelende term wordt gebruikt.